# Décathlon aux championnats du monde d'athlétisme 2023
Pour des articles plus généraux, voir Championnats du monde d'athlétisme 2023 et Épreuves combinées aux championnats du monde d'athlétisme.
Navigation
Eugene 2022 Tokyo 2025
Le concours du décathlon des championnats du monde de 2023 se déroule les 25 et 26 août 2023 au sein du Centre national d'athlétisme à Budapest, en Hongrie.

## Qualification
La période de qualification est comprise entre le 31 janvier 2022 et le 30 juillet 2023.

## Engagés
| - Pierce Lepage - Damian Warner - Kyle Garland - Harrison Williams - Zach Ziemek - Markus Rooth - Sander Skotheim - Ayden Owens-Delerme - Niklas Kaul - Leo Neugebauer - Manuel Eitel - Karel Tilga | - Johannes Erm - Janek Õiglane - Rik Taam - Jose Fernando Ferreira Santana - Kevin Mayer - Cedric Dubler - Daniel Golubovic - Ashley Moloney - Yuma Maruyama - Larbi Bourrada - Lindon Victor - Marcus Nilsson |

## Résultats

### Classement final
| Rang               | Athlète               | Pays       | 100 m | Longueur | Poids | Hauteur | 400 m | 110 haies | Disque | Perche | Javelot | 1 500 m | Total | Notes |
| ------------------ | --------------------- | ---------- | ----- | -------- | ----- | ------- | ----- | --------- | ------ | ------ | ------- | ------- | ----- | ----- |
| Médaille d'or      | Pierce Lepage         | Canada     | 10.45 | 7.59     | 15.81 | 2.08    | 47.21 | 13.77     | 50.98  | 5.20   | 60.90   | 4:39.88 | 8909  | WL    |
| Médaille d'argent  | Damian Warner         | Canada     | 10.32 | 7.77     | 15.03 | 2.05    | 47.86 | 13.67     | 45.82  | 4.90   | 63.09   | 4:27.73 | 8804  | SB    |
| Médaille de bronze | Lindon Victor         | Grenade    | 10.60 | 7.55     | 15.94 | 2.02    | 48.05 | 14.47     | 54.97  | 4.80   | 68.05   | 4:39.67 | 8756  | NR    |
| 4                  | Karel Tilga           | Estonie    | 10.84 | 7.58     | 15.75 | 2.05    | 48.58 | 14.68     | 50.57  | 4.80   | 66.42   | 4:20.73 | 8681  | PB    |
| 5                  | Leo Neugebauer        | Allemagne  | 10.69 | 8.00     | 17.04 | 2.02    | 47.99 | 14.75     | 47.63  | 5.10   | 57.95   | 4:43.93 | 8645  |       |
| 6                  | Janek Õiglane         | Estonie    | 10.94 | 7.47     | 15.08 | 2.02    | 48.41 | 14.51     | 40.85  | 5.10   | 70.45   | 4:23.43 | 8524  | PB    |
| 7                  | Harrison Williams     | États-Unis | 10.74 | 7.49     | 15.28 | 1.93    | 46.52 | 14.33     | 43.39  | 5.30   | 54.60   | 4:22.69 | 8500  |       |
| 8                  | Markus Rooth          | Norvège    | 10.84 | 7.62     | 13.22 | 2.02    | 48.27 | 14.47     | 48.78  | 5.10   | 64.84   | 4:34.11 | 8491  |       |
| 9                  | Johannes Erm          | Estonie    | 10.69 | 7.72     | 15.38 | 1.93    | 47.05 | 14.90     | 45.09  | 4.90   | 60.56   | 4:22.19 | 8484  | PB    |
| 10                 | Sander Skotheim       | Norvège    | 10.89 | 7.80     | 13.35 | 2.11    | 48.48 | 14.96     | 39.07  | 4.80   | 59.05   | 4:19.64 | 8263  |       |
| 11                 | Manuel Eitel          | Allemagne  | 10.44 | 7.14     | 14.85 | 1.99    | 48.47 | 14.39     | 41.30  | 4.70   | 60.12   | 4:33.70 | 8191  |       |
| 12                 | Daniel Golubovic      | Australie  | 11.10 | 7.09     | 15.14 | 1.93    | 49.87 | 14.18     | 48.47  | 4.80   | 58.95   | 4:29.51 | 8141  |       |
| 13                 | Rik Taam              | Pays-Bas   | 10.64 | 7.11     | 14.89 | 1.84    | 47.12 | 14.80     | 43.04  | 4.70   | 57.96   | 4:22.70 | 8098  |       |
| 14                 | José Ferreira Santana | Brésil     | 10.77 | 6.92     | 12.90 | 1.93    | 49.31 | 13.94     | 42.60  | 4.80   | 69.19   | 5:00.91 | 7935  |       |
| 15                 | Yuma Maruyama         | Japon      | 10.90 | 7.00     | 13.40 | 1.96    | 50.75 | 14.18     | 41.56  | 4.60   | 60.14   | 4:32.01 | 7844  | PB    |
|                    | Ayden Owens-Delerme   | Porto Rico | 10.43 | 7.72     | 14.30 | 1.90    | 46.44 | 14.04     | 44.17  | NM     | DNS     |         | DNF   |       |
|                    | Marcus Nilsson        | Suède      | 11.43 | 7.00     | 14.49 | 1.93    | 51.36 | 15.06     | 45.04  | NM     | DNS     |         | DNF   |       |
|                    | Zach Ziemek           | États-Unis | 10.58 | 7.62     | 15.39 | 1.99    | DNS   |           |        |        |         |         | DNF   |       |
|                    | Niklas Kaul           | Allemagne  | 11.20 | 7.16     | 14.85 | 2.02    | DNS   |           |        |        |         |         | DNF   |       |
|                    | Cedric Dubler         | Australie  | 10.82 | 7.40     | 12.68 | 1.99    | DNS   |           |        |        |         |         | DNF   |       |
|                    | Ashley Moloney        | Australie  | 10.60 | 6.98     | 14.08 | DNS     |       |           |        |        |         |         | DNF   |       |
|                    | Larbi Bourrada        | Algérie    | 11.01 | 7.09     | 12.44 | DNS     |       |           |        |        |         |         | DNF   |       |
|                    | Kevin Mayer           | France     | 10.79 | 7.25     | DNS   |         |       |           |        |        |         |         | DNF   |       |

### Résultats par épreuves

#### 100 mètres
| Rang | Série | Athlète                        | Pays       | Temps   | Points | Notes |
| ---- | ----- | ------------------------------ | ---------- | ------- | ------ | ----- |
| 1    | 3     | Damian Warner                  | Canada     | 10 s 32 | 1018   |       |
| 2    | 3     | Ayden Owens-Delerme            | Porto Rico | 10 s 43 | 992    |       |
| 3    | 3     | Manuel Eitel                   | Allemagne  | 10s 44  | 989    |       |
| 4    | 3     | Pierce Lepage                  | Canada     | 10 s 45 | 987    |       |
| 5    | 2     | Zach Ziemek                    | États-Unis | 10 s 58 | 956    | SB    |
| 6    | 3     | Kyle Garland                   | États-Unis | 10 s 59 | 954    |       |
| 7    | 2     | Lindon Victor                  | Grenade    | 10 s 60 | 952    | SB    |
| 8    | 3     | Ashley Moloney                 | Australie  | 10 s 60 | 952    |       |
| 9    | 2     | Rik Taam                       | Pays-Bas   | 10 s 64 | 942    | SB    |
| 10   | 3     | Leo Neugebauer                 | Allemagne  | 10 s 69 | 931    |       |
| 11   | 1     | Johannes Erm                   | Estonie    | 10 s 69 | 931    | PB    |
| 12   | 3     | Harrison Williams              | États-Unis | 10 s 74 | 919    |       |
| 13   | 2     | Jose Fernando Ferreira Santana | Brésil     | 10 s 77 | 912    | =PB   |
| 14   | 1     | Kevin Mayer                    | France     | 10 S 79 | 908    | SB    |
| 15   | 2     | Cedric Dubler                  | Australie  | 10 s 82 | 901    | SB    |
| 16   | 1     | Karel Tilga                    | Estonie    | 10 s 84 | 897    | PB    |
| 17   | 2     | Markus Rooth                   | Norvège    | 10 s 84 | 897    |       |
| 18   | 2     | Sander Skotheim                | Norvège    | 10 s 99 | 885    |       |
| 19   | 2     | Yuma Maruyama                  | Japon      | 10 s 90 | 883    | =SB   |
| 20   | 1     | Janek Õiglane                  | Estonie    | 10 s 94 | 874    | SB    |
| 21   | 1     | Larbi Bourrada                 | Algérie    | 11 s 01 | 858    | SB    |
| 22   | 1     | Daniel Golubovic               | Australie  | 11 s 10 | 838    |       |
| 23   | 1     | Niklas Kaul                    | Allemagne  | 11 s 20 | 817    | SB    |
| 24   | 1     | Marcus Nilsson                 | Suède      | 11 s 43 | 767    |       |

#### Saut en longueur
| Rang | Groupe | Athlète                        | Pays       | Essais | Essais  | Essais | Résultat | Points | Notes | Général | Général |
| Rang | Groupe | Athlète                        | Pays       | 1      | 2       | 3      | Résultat | Points | Notes | Pts     | Rang    |
| ---- | ------ | ------------------------------ | ---------- | ------ | ------- | ------ | -------- | ------ | ----- | ------- | ------- |
| 1    | A      | Leo Neugebauer                 | Allemagne  | 7,83 m | x       | 8,00 m | 8,00 m   | 1061   | PB    | 1992    | 2       |
| 2    | A      | Sander Skotheim                | Norvège    | 7,80 m | x       | x      | 7,80 m   | 1010   | PB    | 1895    | 9       |
| 3    | A      | Damian Warner                  | Canada     | 7,62 m | x       | 7,77 m | 7,77 m   | 1002   | SB    | 2020    | 1       |
| 4    | A      | Johannes Erm                   | Estonie    | 7,61 m | 7,72 m  | 7,60   | 7,72 m   | 990    | SB    | 1921    | 5       |
| 5    | A      | Ayden Owens-Delerme            | Porto Rico | 7,45 m | 7,44 m  | 7,72 m | 7,72 m   | 990    |       | 1982    | 3       |
| 6    | B      | Markus Rooth                   | Norvège    | 7,53 m | 7,62 m  | 7,55 m | 7,62 m   | 965    | PB    | 1862    | 10      |
| 7    | A      | Zach Ziemek                    | États-Unis | 7,50 m | 7,48 m  | 7,62 m | 7,62 m   | 965    | SB    | 1921    | 5       |
| 8    | A      | Pierce Lepage                  | Canada     | 7,53 m | 7,43 m  | 7,59 m | 7,59 m   | 957    |       | 1944    | 4       |
| 9    | A      | Karel Tilga                    | Estonie    | x      | 7,58 m  | 7,41 m | 7,58 m   | 955    |       | 1852    | 11      |
| 10   | B      | Lindon Victor                  | Grenade    | 7,12 m | 7,55 m  | 7,40   | 7,55 m   | 947    | SB    | 1899    | 7       |
| 11   | A      | Kyle Garland                   | États-Unis | 7,48 m | x       | 7,54 m | 7,54 m   | 945    |       | 1899    | 7       |
| 12   | A      | Harrison Williams              | États-Unis | 6,98 m | 7,49 m  | 7,17 m | 7,49 m   | 932    |       | 1851    | 12      |
| 13   | B      | Janek Õiglane                  | Estonie    | 7,26 m | '7,47 m | x      | 7,47 m   | 927    | PB    | 1801    | 15      |
| 14   | A      | Cedric Dubler                  | Australie  | 7,40 m | -       | -      | 7,40 m   | 910    |       | 1811    | 14      |
| 15   | B      | Kevin Mayer                    | France     | 7,14 m | x       | 7,25 m | 7,25 m   | 874    |       | 1782    | 16      |
| 16   | B      | Niklas Kaul                    | Allemagne  | 7,16 m | 7,01 m  | 5,34 m | 7,16 m   | 852    |       | 1669    | 23      |
| 17   | B      | Manuel Eitel                   | Allemagne  | 7,03 m | 7,14 m  | 7,10 m | 7,14 m   | 847    |       | 1836    | 13      |
| 18   | B      | Rik Taam                       | Pays-Bas   | x      | 7,11 m  | x      | 7,11 m   | 840    |       | 1782    | 16      |
| 19   | B      | Larbi Bourrada                 | Algérie    | 6,85 m | 7,09 m  | 6,99 m | 7,09 m   | 835    |       | 1693    | 21      |
| 20   | B      | Daniel Golubovic               | Australie  | x      | 7,09 m  | x      | 7,09 m   | 835    |       | 1673    | 22      |
| 21   | B      | Yuma Maruyama                  | Japon      | 6,91 m | x       | 7,00 m | 7,00 m   | 814    |       | 1697    | 20      |
| 22   | B      | Marcus Nilsson                 | Suède      | x      | x       | 7,00 m | 7,00 m   | 814    | SB    | 1581    | 24      |
| 23   | A      | Ashley Moloney                 | Australie  | 6,91 m | x       | 6,98 m | 6,98 m   | 809    |       | 1761    | 18      |
| 24   | B      | Jose Fernando Ferreira Santana | Brésil     | 6,92 m | 6,80 m  | 6,92 m | 6,92 m   | 795    |       | 1707    | 19      |

#### Lancer du poids
| Rang | Groupe | Athlète                        | Pays       | Essais  | Essais  | Essais   | Marque   | Points | Notes | Général | Général |
| Rang | Groupe | Athlète                        | Pays       | 1       | 2       | 3        | Marque   | Points | Notes | Pts     | Rang    |
| ---- | ------ | ------------------------------ | ---------- | ------- | ------- | -------- | -------- | ------ | ----- | ------- | ------- |
| 1    | A      | Leo Neugebauer                 | Allemagne  | 17,04 m | x       | -        | 17,04 m  | 916    | PB    | 2908    | 1       |
| 2    | A      | Lindon Victor                  | Grenade    | 16,61 m | x       | 15,94 m  | 15,94 m  | 848    |       | 2747    | 4       |
| 3    | A      | Pierce Lepage                  | Canada     | 15,75 m | 15,81 m | x        | 15,81 m  | 840    |       | 2784    | 3       |
| 4    | A      | Karel Tilga                    | Estonie    | 15,75 m | x       | x        | 15,75 m  | 836    |       | 2688    | 8       |
| 5    | A      | Zach Ziemek                    | États-Unis | 13,96 m | 14,90 m | 15,39 m  | 15,39 m  | 814    |       | 2735    | 5       |
| 6    | B      | Johannes Erm                   | Estonie    | 15,04 m | 15,38 m | 15,31 m  | 15,38 m  | 813    | PB    | 2734    | 6       |
| 7    | A      | Harrison Williams              | États-Unis | 14,61 m | 15,28 m | 15,03 m  | 15,28 m  | 807    |       | 2658    | 9       |
| 8    | B      | Daniel Golubovic               | Australie  | 15,14 m | 14,79 m | 14,51 m  | 15,14 m  | 798    | SB    | 2471    | 17      |
| 9    | B      | Janek Õiglane                  | Estonie    | 15,08 m | x       | x        | 15,08 m  | 795    | SB    | 2596    | 12      |
| 10   | B      | Damian Warner                  | Canada     | 15,03 m | x       | x        | 15,03 m  | 792    | SB    | 2812    | 2       |
| 11   | B      | Rik Taam                       | Pays-Bas   | 14,89 m | 14,75 m | x        | 14,89 m  | 783    | PB    | 2565    | 14      |
| 12   | B      | Niklas Kaul                    | Allemagne  | 14,67 m | 14,77 m | 14,85 m  | 14,85 m  | 780    | SB    | 2449    | 19      |
| 13   | A      | Manuel Eitel                   | Allemagne  | 14,85 m | 14,45 m | x        | 14,85 m  | 780    |       | 2616    | 11      |
| 14   | A      | Marcus Nilsson                 | Suède      | 14,49 m | x       | 14,26 m  | 14,49 m  | 758    |       | 2339    | 22      |
| 15   | A      | Kyle Garland                   | États-Unis |         | 13,96 m | 14 ,44 m | 14 ,44 m | 755    |       | 2654    | 10      |
| 16   | A      | Ayden Owens-Delerme            | Porto Rico | 14,21 m | 14,20 m | 14,30 m  | 14,30 m  | 747    |       | 2729    | 7       |
| 17   | B      | Ashley Moloney                 | Australie  | 13,63 m | 14,08 m | 14,02 m  | 14,08 m  | 733    |       | 2494    | 16      |
| 18   | B      | Yuma Maruyama                  | Japon      | 13,40 m | x       | x        | 13,40 m  | 692    |       | 2389    | 20      |
| 19   | B      | Sander Skotheim                | Norvège    | 13,35 m | x       | x        | 13,35 m  | 689    |       | 2584    | 13      |
| 20   | A      | Markus Rooth                   | Norvège    | 12,84 m | x       | 13,22 m  | 13,22 m  | 681    |       | 2543    | 15      |
| 21   | B      | Jose Fernando Ferreira Santana | Brésil     | 12,39 m | 12,84 m | 12,90 m  | 12,90 m  | 661    |       | 2368    | 21      |
| 22   | B      | Cedric Dubler                  | Australie  | 12,24 m | 12,68 m | 12,20 m  | 12,68 m  | 648    | SB    | 2459    | 18      |
| 23   | B      | Larbi Bourrada                 | Algérie    | 12,27 m | x       | 12,44 m  | 12,44 m  | 633    | SB    | 2326    | 23      |
|      | A      | Kevin Mayer                    | France     |         |         |          | DNS      | 0      |       |         |         |

#### Saut en hauteur
| Rang | Groupe | Athlète                        | Pays       | 1.75 | 1.78 | 1.81 | 1.84 | 1.87 | 1.90 | 1.93 | 1.96 | 1.99 | 2.02 | 2.05 | 2.08 | 2.11 | 2.14 | Marque | Pts | Notes | Général | Général |
| Rang | Groupe | Athlète                        | Pays       | 1.75 | 1.78 | 1.81 | 1.84 | 1.87 | 1.90 | 1.93 | 1.96 | 1.99 | 2.02 | 2.05 | 2.08 | 2.11 | 2.14 | Marque | Pts | Notes | Pts     | Rang    |
|      |        |                                |            |      |      |      |      |      |      |      |      |      |      |      |      |      |      |        |     |       |         |         |
| ---- | ------ | ------------------------------ | ---------- | ---- | ---- | ---- | ---- | ---- | ---- | ---- | ---- | ---- | ---- | ---- | ---- | ---- | ---- | ------ | --- | ----- | ------- | ------- |
| 1    | A      | Sander Skotheim                | Norvège    | –    | –    | –    | –    | –    | –    | –    | –    | o    | –    | o    | xo   | xo   | xxx  | 2.11 m | 906 |       | 3490    | 8       |
| 2    | A      | Kyle Garland                   | États-Unis | –    | –    | –    | –    | –    | –    | o    | –    | o    | o    | o    | o    | xxx  |      | 2.08 m | 878 |       | 3532    | 6       |
| 3    | A      | Pierce Lepage                  | Canada     | –    | –    | –    | –    | –    | –    | –    | –    | xo   | –    | o    | xo   | xxr  |      | 2.08 m | 878 | SB    | 3662    | 2       |
| 4    | A      | Karel Tilga                    | Estonie    | –    | –    | –    | –    | –    | –    | o    | o    | o    | o    | o    | xxx  |      |      | 2.05 m | 850 |       | 3538    | 5       |
| 5    | B      | Damian Warner                  | Canada     | –    | –    | –    | –    | –    | –    | o    | o    | o    | xxo  | o    | xxx  |      |      | 2.05 m | 850 | SB    | 3662    | 3       |
| 6    | A      | Niklas Kaul                    | Allemagne  | –    | –    | –    | –    | –    | –    | –    | o    | o    | o    | r    |      |      |      | 2.02 m | 822 |       | 3271    | 15      |
| 6    | A      | Markus Rooth                   | Norvège    | –    | –    | –    | –    | –    | o    | o    | o    | o    | o    | xxx  |      |      |      | 2.02 m | 822 |       | 3365    | 14      |
| 8    | B      | Janek Õiglane                  | Estonie    | –    | –    | –    | –    | o    | –    | xo   | o    | o    | o    | xxx  |      |      |      | 2.02 m | 822 | SB    | 3418    | 11      |
| 9    | B      | Lindon Victor                  | Grenade    | –    | –    | –    | –    | –    | o    | –    | xo   | o    | xo   | xxx  |      |      |      | 2.02 m | 822 | SB    | 3569    | 4       |
| 10   | A      | Leo Neugebauer                 | Allemagne  | –    | –    | –    | –    | o    | o    | xo   | o    | xo   | xo   | xxx  |      |      |      | 2.02 m | 822 |       | 3730    | 1       |
| 11   | A      | Cedric Dubler                  | Australie  | –    | –    | –    | –    | –    | –    | –    | –    | o    | xxx  |      |      |      |      | 1.99 m | 794 |       | 3253    | 16      |
| 11   | A      | Zach Ziemek                    | États-Unis | –    | –    | –    | –    | –    | –    | –    | –    | o    | –    | xxx  |      |      |      | 1.99 m | 794 |       | 3529    | 7       |
| 13   | A      | Manuel Eitel                   | Allemagne  | –    | –    | –    | –    | o    | o    | o    | o    | xo   | xxx  |      |      |      |      | 1.99 m | 794 |       | 3410    | 12      |
| 14   | B      | Yuma Maruyama                  | Japon      | –    | –    | –    | o    | o    | o    | o    | xo   | xxx  |      |      |      |      |      | 1.96 m | 767 |       | 3156    | 19      |
| 15   | A      | Johannes Erm                   | Estonie    | –    | –    | –    | o    | –    | o    | o    | xxx  |      |      |      |      |      |      | 1.93 m | 740 |       | 3474    | 9       |
| 16   | B      | Daniel Golubovic               | Australie  | –    | –    | –    | xo   | o    | o    | o    | xxx  |      |      |      |      |      |      | 1.93 m | 740 |       | 3211    | 18      |
| 16   | B      | Jose Fernando Ferreira Santana | Brésil     | –    | –    | o    | xo   | o    | o    | o    | xxx  |      |      |      |      |      |      | 1.93 m | 740 |       | 3108    | 20      |
| 18   | B      | Harrison Williams              | États-Unis | –    | –    | –    |      | xo   | xo   | o    | xxx  |      |      |      |      |      |      | 1.93 m | 740 |       | 3398    | 13      |
| 19   | B      | Marcus Nilsson                 | Suède      | –    | –    | –    | o    | o    | xxo  | xxo  | xxx  |      |      |      |      |      |      | 1.93 m | 740 |       | 3079    | 21      |
| 20   | A      | Ayden Owens-Delerme            | Porto Rico | –    | –    | –    | o    | xo   | xo   | xxx  |      |      |      |      |      |      |      | 1.90 m | 714 |       | 3443    | 10      |
| 21   | B      | Rik Taam                       | Pays-Bas   | –    | –    | xo   | o    | xxx  |      |      |      |      |      |      |      |      |      | 1.84 m | 661 |       | 3226    | 17      |
|      | B      | Ashley Moloney                 | Australie  |      |      |      |      |      |      |      |      |      |      |      |      |      |      | DNS    |     |       |         |         |
|      | B      | Larbi Bourrada                 | Algérie    |      |      |      |      |      |      |      |      |      |      |      |      |      |      | DNS    |     |       |         |         |

#### 400 m
| Rang | Série | Athlète                        | Pays       | temps   | Points | Notes | Général | Général |
| Rang | Série | Athlète                        | Pays       | temps   | Points | Notes | Pts     | Rang    |
| ---- | ----- | ------------------------------ | ---------- | ------- | ------ | ----- | ------- | ------- |
| 1    | 3     | Ayden Owens-Delerme            | Porto Rico | 46 s 44 | 986    | SB    | 4429    | 6       |
| 2    | 3     | Harrison Williams              | États-Unis | 46 s 52 | 982    |       | 4380    | 9       |
| 3    | 3     | Johannes Erm                   | Estonie    | 47 s 05 | 956    |       | 4430    | 5       |
| 4    | 3     | Rik Taam                       | Pays-Bas   | 47 s 12 | 952    | PB    | 4178    | 14      |
| 5    | 2     | Pierce Lepage                  | Canada     | 47 s 21 | 907    | SB    | 4610    | 2       |
| 6    | 3     | Damian Warner                  | Canada     | 47 s 86 | 916    |       | 4578    | 3       |
| 7    | 3     | Leo Neugebauer                 | Allemagne  | 47 s 99 | 910    |       | 4640    | 1       |
| 8    | 2     | Lindon Victor                  | Grenade    | 48 s 05 | 907    | PB    | 4476    | 4       |
| 9    | 1     | Markus Rooth                   | Norvège    | 48 s 27 | 896    | PB    | 4261    | 13      |
| 10   | 1     | Janek Õiglane                  | Estonie    | 48 s 41 | 889    | PB    | 4307    | 11      |
| 11   | 2     | Manuel Eitel                   | Allemagne  | 48 s 47 | 886    |       | 4296    | 12      |
| 12   | 3     | Sander Skotheim                | Norvège    | 48 s 48 | 886    |       | 4376    | 10      |
| 13   | 2     | Karel Tilga                    | Estonie    | 48 s 58 | 881    |       | 4419    | 7       |
| 14   | 2     | Kyle Garland                   | États-Unis | 49 s 24 | 850    |       | 4382    | 8       |
| 15   | 1     | Jose Fernando Ferreira Santana | Brésil     | 49 s 31 | 847    |       | 3955    | 16      |
| 16   | 2     | Daniel Golubovic               | Australie  | 49 s 87 | 821    |       | 4032    | 15      |
| 17   | 1     | Yuma Maruyama                  | Japon      | 50 s 75 | 780    |       | 3936    | 17      |
| 18   | 1     | Marcus Nilsson                 | Suède      | 51 s 36 | 753    | SB    | 3832    | 18      |
|      | 1     | Zach Ziemek                    | États-Unis | DNS     | 0      |       |         |         |
|      | 1     | Larbi Bourrada                 | Algérie    | DNS     | 0      |       |         |         |
|      | 2     | Cedric Dubler                  | Australie  | DNS     | 0      |       |         |         |
|      | 2     | Niklas Kaul                    | Allemagne  | DNS     | 0      |       |         |         |
|      | 3     | Ashley Moloney                 | Australie  | DNS     | 0      |       |         |         |

#### 110 m haies
| Rang | Série | Athlète                        | Pays       | temps          | Points | Notes | Général | Général |
| Rang | Série | Athlète                        | Pays       | temps          | Points | Notes | Pts     | Rang    |
| ---- | ----- | ------------------------------ | ---------- | -------------- | ------ | ----- | ------- | ------- |
| 1    | 3     | Damian Warner                  | Canada     | 13 s 67        | 1018   |       | 5596    | 2       |
| 2    | 3     | Pierce Lepage                  | Canada     | 13 s 77        | 1004   | PB    | 5614    | 1       |
| 3    | 3     | Kyle Garland                   | États-Unis | 13 s 93        | 984    |       | 5366    | 6       |
| 4    | 2     | Jose Fernando Ferreira Santana | Brésil     | 13 s 94        | 982    | PB    | 4937    | 16      |
| 5    | 3     | Ayden Owens-Delerme            | Porto Rico | 14 s 04        | 969    |       | 5398    | 4       |
| 6    | 2     | Daniel Golubovic               | Australie  | 14 s 18        | 951    |       | 4983    | 15      |
| 6    | 2     | Yuma Maruyama                  | Japon      | 14 s 18        | 951    | SB    | 4887    | 17      |
| 8    | 3     | Harrison Williams              | États-Unis | 14 s 33        | 932    |       | 5312    | 8       |
| 9    | 2     | Manuel Eitel                   | Allemagne  | 14 s 39        | 925    |       | 5221    | 11      |
| 10   | 2     | Markus Rooth                   | Norvège    | 14 s 47 (.462) | 915    |       | 5176    | 13      |
| 11   | 1     | Lindon Victor                  | Grenade    | 14 s 47 (.469) | 915    |       | 5391    | 5       |
| 12   | 1     | Janek Õiglane                  | Estonie    | 14 s 51        | 910    |       | 5217    | 12      |
| 13   | 1     | Karel Tilga                    | Estonie    | 14 s 68        | 889    |       | 5308    | 8       |
| 14   | 2     | Leo Neugebauer                 | Allemagne  | 14 s 75        | 880    |       | 5520    | 3       |
| 15   | 1     | Rik Taam                       | Pays-Bas   | 14 s 80        | 874    |       | 5052    | 14      |
| 16   | 1     | Johannes Erm                   | Estonie    | 14 s 90        | 862    | SB    | 5292    | 8       |
| 17   | 3     | Sander Skotheim                | Norvège    | 14 s 96        | 854    |       | 5230    | 10      |
| 18   | 1     | Marcus Nilsson                 | Suède      | 15 s 06        | 842    |       | 4674    | 18      |

#### Lancer du disque
| Rang | Groupe | Athlète               | Pays       | Essais | Essais | Essais | Marque | Points | Notes | Général | Général |
| Rang | Groupe | Athlète               | Pays       | 1      | 2      | 3      | Marque | Points | Notes | Pts     | Rang    |
| ---- | ------ | --------------------- | ---------- | ------ | ------ | ------ | ------ | ------ | ----- | ------- | ------- |
| 1    | B      | Lindon Victor         | Grenade    | 51.48  | 54.64  | 54.97  | 54.97  | 974    | CDB   | 6365    | 3       |
| 2    | A      | Pierce Lepage         | Canada     | 50.98  | x      | 47.23  | 50.98  | 891    |       | 6505    | 1       |
| 3    | B      | Karel Tilga           | Estonie    | 50.57  | 50.44  | 47.98  | 50.57  | 882    |       | 6190    | 5       |
| 4    | A      | Markus Rooth          | Norvège    | 48.78  | 44.06  | 44.47  | 48.78  | 845    | SB    | 6021    | 10      |
| 5    | A      | Daniel Golubovic      | Australie  | 47.97  | 48.47  | 47.87  | 48.47  | 839    | SB    | 5822    | 14      |
| 6    | A      | Leo Neugebauer        | Allemagne  | 45.26  | x      | 47.63  | 47.63  | 821    |       | 6341    | 4       |
| 7    | B      | Damian Warner         | Canada     | 45.20  | 45.82  | 45.01  | 45.82  | 784    |       | 6380    | 2       |
| 8    | B      | Johannes Erm          | Estonie    | 45.09  | 44.44  | 43.82  | 45.09  | 769    |       | 6061    | 8       |
| 9    | A      | Marcus Nilsson        | Suède      | 42.87  | 45.03  | 45.04  | 45.04  | 768    |       | 5442    | 17      |
| 10   | B      | Ayden Owens-Delerme   | Porto Rico | 40.61  | 44.17  | x      | 44.17  | 750    |       | 6148    | 6       |
| 11   | A      | Harrison Williams     | États-Unis | 43.07  | x      | 43.39  | 43.39  | 734    |       | 6046    | 9       |
| 12   | A      | Kyle Garland          | États-Unis | 42.37  | 43.07  | x      | 43.07  | 727    |       | 6093    | 7       |
| 13   | A      | Rik Taam              | Pays-Bas   | 42.77  | 41.40  | 43.04  | 43.04  | 727    |       | 5779    | 15      |
| 14   | B      | José Ferreira Santana | Brésil     | 41.93  | 41.56  | 42.60  | 42.60  | 718    |       | 5655    | 16      |
| 15   | B      | Yuma Maruyama         | Japon      | 40.05  | 41.56  | 40.67  | 41.56  | 696    | SB    | 5583    | 18      |
| 16   | B      | Manuel Eitel          | Allemagne  | 36.86  | x      | 41.30  | 41.30  | 691    |       | 5912    | 11      |
| 17   | A      | Janek Õiglane         | Estonie    | 40.85  | 39.27  | 40.48  | 40.85  | 682    | SB    | 5899    | 12      |
| 18   | A      | Sander Skotheim       | Norvège    | 38.99  | 32.18  | 39.07  | 39.07  | 646    |       | 5876    | 13      |

#### Saut à la perche
| Rang | Groupe | Athlète                        | Pays       | 4.00 | 4.10 | 4.20 | 4.30 | 4.40 | 4.50 | 4.60 | 4.70 | 4.80 | 4.90 | 5.00 | 5.10 | 5.20 | 5.30 | 5.40 | Marque | Pts  | Notes | Général | Général |
| Rang | Groupe | Athlète                        | Pays       | 4.00 | 4.10 | 4.20 | 4.30 | 4.40 | 4.50 | 4.60 | 4.70 | 4.80 | 4.90 | 5.00 | 5.10 | 5.20 | 5.30 | 5.40 | Marque | Pts  | Notes | Pts     | Rang    |
|      |        |                                |            |      |      |      |      |      |      |      |      |      |      |      |      |      |      |      |        |      |       |         |         |
| ---- | ------ | ------------------------------ | ---------- | ---- | ---- | ---- | ---- | ---- | ---- | ---- | ---- | ---- | ---- | ---- | ---- | ---- | ---- | ---- | ------ | ---- | ----- | ------- | ------- |
| 1    | A      | Harrison Williams              | États-Unis | –    | –    | –    | –    | –    | –    | –    | –    | –    | o    | –    | o    | o    | xxo  | xxx  | 5,30 m | 1004 |       | 7050    | 5       |
| 2    | A      | Pierce Lepage                  | Canada     | –    | –    | –    | –    | –    | –    | –    | –    | o    | –    | o    | o    | o    | xxx  |      | 5,20 m | 972  | SB    | 7477    | 1       |
| 3    | A      | Janek Õiglane                  | Estonie    | –    | –    | –    | –    | –    | –    | –    | o    | –    | o    | o    | o    | xxx  |      |      | 5,10 m | 941  | SB    | 6840    | 9       |
| 4    | A      | Markus Rooth                   | Norvège    | –    | –    | –    | –    | –    | –    | –    | –    | o    | o    | xxo  | o    | xxx  |      |      | 5,10 m | 941  | =PB   | 6962    | 7       |
| 5    | A      | Leo Neugebauer                 | Allemagne  | –    | –    | –    | –    | –    | –    | o    | xo   | o    | o    | xo   | xo   | xxx  |      |      | 5,10 m | 941  |       | 7282    | 2       |
| 6    | B      | Johannes Erm                   | Estonie    | –    | –    | –    | –    | –    | o    | –    | o    | xo   | xo   | xxx  |      |      |      |      | 4,90 m | 880  |       | 6941    | 8       |
| 7    | B      | Damian Warner                  | Canada     | –    | –    | –    | –    | –    | o    | xxo  | o    | o    | xo   | xxx  |      |      |      |      | 4,90 m | 880  | =PB   | 7260    | 3       |
| 8    | A      | Sander Skotheim                | Norvège    | –    | –    | –    | –    | –    | –    | –    | –    | o    | –    | xxx  |      |      |      |      | 4,80 m | 849  |       | 6725    | 11      |
| 9    | B      | Karel Tilga                    | Estonie    | –    | –    | –    | –    | –    | o    | o    | o    | xo   | xxx  |      |      |      |      |      | 4,80 m | 849  | SB    | 7039    | 6       |
| 10   | A      | Daniel Golubovic               | Australie  | –    | –    | –    | –    | –    | o    | o    | xo   | o    | xxx  |      |      |      |      |      | 4,80 m | 849  |       | 6671    | 12      |
| 11   | B      | Lindon Victor                  | Grenade    | –    | –    | –    | –    | o    | o    | xo   | o    | xo   | xxx  |      |      |      |      |      | 4,80 m | 849  | SB    | 7214    | 4       |
| 12   | B      | Jose Fernando Ferreira Santana | Brésil     | –    | –    | –    | –    | –    | o    | o    | xo   | xxo  | xxx  |      |      |      |      |      | 4,80 m | 849  |       | 6504    | 14      |
| 13   | B      | Manuel Eitel                   | Allemagne  | –    | –    | –    | –    | –    | –    | o    | o    | xxx  |      |      |      |      |      |      | 4,70 m | 819  |       | 6731    | 10      |
| 14   | A      | Rik Taam                       | Pays-Bas   | –    | –    | –    | –    | –    | –    | –    | xo   | xxx  |      |      |      |      |      |      | 4,70 m | 819  |       | 6598    | 13      |
| 15   | B      | Yuma Maruyama                  | Japon      | –    | –    | –    | –    | o    | o    | o    | xxx  |      |      |      |      |      |      |      | 4,60 m | 790  |       | 6373    | 15      |
|      | A      | Marcus Nilsson                 | Suède      | –    | –    | –    | –    | –    | –    | –    | –    | xxx  |      |      |      |      |      |      | NM     | 0    |       | 5442    |         |
|      | A      | Kyle Garland                   | États-Unis | –    | –    | –    | –    | –    | xxx  |      |      |      |      |      |      |      |      |      | NM     | 0    |       | 6093    |         |
|      | B      | Ayden Owens-Delerme            | Porto Rico | –    | –    | –    | –    | xxx  |      |      |      |      |      |      |      |      |      |      | NM     | 0    |       | 6148    |         |

#### Lancer du javelot
| Rang | Groupe | Athlète               | Pays       | Essais  | Essais  | Essais  | Marque  | Points | Notes | Général | Général |
| Rang | Groupe | Athlète               | Pays       | 1       | 2       | 3       | Marque  | Points | Notes | Pts     | Rang    |
| ---- | ------ | --------------------- | ---------- | ------- | ------- | ------- | ------- | ------ | ----- | ------- | ------- |
| 1    | A      | Janek Õiglane         | Estonie    | 70,45 m | 66,71 m | 69,86 m | 70,45 m | 896    | SB    | 7736    | 7       |
| 2    | A      | José Ferreira Santana | Brésil     | 69,19 m | 63,54 m | 65,60 m | 69,19 m | 877    |       | 7381    | 13      |
| 3    | B      | Lindon Victor         | Grenade    | 61,50 m | 66,16 m | 68,05 m | 68,05 m | 860    | SB    | 8074    | 2       |
| 4    | B      | Karel Tilga           | Estonie    | 66,00 m | x       | 66,42 m | 66,42 m | 835    | SB    | 7874    | 5       |
| 5    | B      | Markus Rooth          | Norvège    | 64,84 m | 60,02 m | 60,05 m | 64,84 m | 811    |       | 7773    | 6       |
| 6    | B      | Damian Warner         | Canada     | 61,14 m | 63,09 m | 55,81 m | 63,09 m | 784    | SB    | 8044    | 3       |
| 7    | B      | Pierce Lepage         | Canada     | 58,12 m | 55,58 m | 60,90 m | 60,90 m | 751    |       | 8228    | 1       |
| 8    | B      | Johannes Erm          | Estonie    | 60,56 m | 57,45 m | 55,83 m | 60,56 m | 746    | PB    | 7687    | 9       |
| 9    | A      | Yuma Maruyama         | Japon      | 55,16 m | 60,14 m | 55,48 m | 60,14 m | 740    | SB    | 7113    | 15      |
| 10   | A      | Manuel Eitel          | Allemagne  | 59,44 m | 60,12 m | x       | 60,12 m | 740    |       | 7471    | 10      |
| 11   | A      | Sander Skotheim       | Norvège    | 54,67 m | 55,35 m | 59,05 m | 59,05 m | 724    |       | 7449    | 11      |
| 12   | A      | Daniel Golubovic      | Australie  | 58,95 m | 57,34 m | 57,10 m | 58,95 m | 722    | SB    | 7393    | 12      |
| 13   | A      | Rik Taam              | Pays-Bas   | 53,77 m | 53,86 m | 57,96 m | 57,96 m | 707    |       | 7305    | 14      |
| 14   | B      | Leo Neugebauer        | Allemagne  | 57,95 m | 54,98 m | 53,83 m | 57,95 m | 707    | PB    | 7989    | 4       |
| 15   | B      | Harrison Williams     | États-Unis | 48,03 m | 54,60 m | 50,82 m | 54,60 m | 657    |       | 7707    | 8       |
|      | A      | Ayden Owens-Delerme   | Porto Rico |         |         |         |         | DNS    |       | DNF     |         |
|      | A      | Marcus Nilsson        | Suède      |         |         |         |         | DNS    |       | DNF     |         |

#### 1 500 mètres
| Rang | Série | Athlète                        | Pays       | temps   | Points | Notes | Général | Général |
| Rang | Série | Athlète                        | Pays       | temps   | Points | Notes | Pts     | Rang    |
| ---- | ----- | ------------------------------ | ---------- | ------- | ------ | ----- | ------- | ------- |
| 1    |       | Sander Skotheim                | Norvège    | 4:19.64 | 814    |       | 8263    | 10      |
| 2    |       | Karel Tilga                    | Estonie    | 4:20.73 | 807    | PB    | 8681    | 4       |
| 3    |       | Johannes Erm                   | Estonie    | 4:22.19 | 797    | PB    | 8484    | 9       |
| 4    |       | Harrison Williams              | États-Unis | 4:22.69 | 793    | PB    | 8500    | 7       |
| 5    |       | Rik Taam                       | Pays-Bas   | 4:22.70 | 793    |       | 8098    | 13      |
| 6    |       | Janek Õiglane                  | Estonie    | 4:23.43 | 788    | PB    | 8524    | 6       |
| 7    |       | Damian Warner                  | Canada     | 4:27.73 | 760    |       | 8804    | 2       |
| 8    |       | Daniel Golubovic               | Australie  | 4:29.51 | 748    | SB    | 8141    | 12      |
| 9    |       | Yuma Maruyama                  | Japon      | 4:32.01 | 731    | PB    | 7844    | 15      |
| 10   |       | Manuel Eitel                   | Allemagne  | 4:33.70 | 720    | PB    | 8191    | 11      |
| 11   |       | Markus Rooth                   | Norvège    | 4:34.11 | 718    |       | 8491    | 8       |
| 12   |       | Lindon Victor                  | Grenade    | 4:39.67 | 682    | PB    | 8756    | 3       |
| 13   |       | Pierce Lepage                  | Canada     | 3:39.88 | 681    | SB    | 8909    | 1       |
| 14   |       | Leo Neugebauer                 | Allemagne  | 4:43.93 | 655    | SB    | 8645    | 5       |
| 15   |       | Jose Fernando Ferreira Santana | Brésil     | 5:00.91 | 554    |       | 7935    | 14      |

## Légende
Records et Performances
- AR : Record continental (area record)
- CR : Record des championnats (championship record)
- MR : Record du meeting (meet record)
- NR : Record national (national record)
- OR : Record olympique (olympic record)
- PR : Record paralympique (paralympic record)
- PB : Record personnel (personal best)
- SB : Meilleure performance personnelle de la saison (season's best)
- WL : Meilleure performance mondiale de l'année (world leader)
- WJR : Record du monde junior (world junior record)
- WR : Record du monde (world record)

Circonstances et Conditions
- DNF : N'a pas terminé (did not finish)
- DNS : N'a pas pris le départ (did not start)
- DQ : Disqualification (disqualification)
- NM : Aucun essai valable enregistré (No Mark)
- Q : Qualifié « directement » au prochain tour (ou à la prochaine compétition), lors d'une compétition majeure, grâce au classement ou à la réalisation des minima (automatic qualifier)
- q : Qualifié au prochain tour (ou à la prochaine compétition), lors d'une compétition majeure, grâce au repêchage ou à la réalisation de l'une des meilleures performances parmi celles des « non qualifiés directement » (grâce au meilleur temps ou à la meilleure distance par exemple) (secondary qualifier)